# Peperomia leptostachyoides
Peperomia leptostachyoides är en pepparväxtart som beskrevs av C. Dc.. Peperomia leptostachyoides ingår i släktet peperomior, och familjen pepparväxter. Inga underarter finns listade i Catalogue of Life.